# Zagora (Kotor, Crna Gora)
Zagora je naselje u Boki kotorskoj, u općini Kotor.	

## Zemljopisni položaj
Naselje je smješteno u mikroregiji Grbalj, u južnom dijelu oblasti Donji Grbalj. Najbliža naseljena mjesta su Popovići i Krimovica.

## Crkve u Pobrđu
Zanimljivo je da su tijekom ustanaka koje su Grbljani podizali često kao utvrde koristili i crkve. Tako su sredinom devetnaestog stoljeća nadgradili crkvu Sv. Vasilija, odnosno na njoj napravili obrambeni toranj iz kojega su pružali otpor austrougarskim redarstvenim i vojnim postrojbama.
- Crkva Svetog Teodora
- Crkva Svetog Ilije
- Crkva Svetog Vasilija
- Crkva Svetog Jovana[1]

## Stanovništvo

### Nacionalni sastav po popisu 2003.
- Srbi - 40
- Crnogorci - 3
- Neopredijeljeni - 4
- Ostali - 1